# استان کوسی
استان کوزه (به لاتین: Kossi Province) یک منطقهٔ مسکونی در بورکینافاسو است که در Boucle du Mouhoun Region واقع شده‌است. استان کوزه ۷٬۳۲۸ کیلومتر مربع مساحت و ۳۵۵٬۶۵۵ نفر جمعیت دارد.